# Adrián Vallés
Adrián Vallés (ur. 3 czerwca 1986 w Teuladzie, Alicante) – hiszpański kierowca wyścigowy, startujący obecnie w serii World Series by Renault.

## Kariera
Po długiej karierze w seriach kartingowych, Vallés rozpoczął jazdę w hiszpańskie Formule 3. Wkrótce potem, w 2004 roku, przeniósł się do World Series by Nissan. Rok potem seria została przemianowana na World Series by Renault, a Hiszpan kontynuował ściganie się w tych mistrzostwach. Swój drugi sezon ukończył na wysokiej, drugiej pozycji w klasyfikacji generalnej z dorobkiem dwóch zwycięstw.
W 2006 roku postanowił przenieść się do wyższej serii i rozpoczął starty w GP2, w barwach zespołu Campos Racing. Pierwszy wyścig w nowej serii był bardzo udany – na Circuit Ricardo Tormo Adrián Vallés finiszował trzeci, lecz w ciągu całego sezonu zgromadził jedynie 7 punktów (czyli jedno oczko więcej), co pozwoliło mu umiejscowić się na odległej 18. pozycji w klasyfikacji generalnej. W tym samym sezonie, w połowie września udało mu się także odbyć testy bolidu Formuły 1 w barwach zespołu MF1 Racing. W sezonie 2007 Hiszpan przyjął posadę oficjalnego kierowcy testowego, jaką zaproponował mu ten zespół, przemianowany po zmianie właściciela na Spyker F1 Racing.
Po kolejnej sprzedaży zespołu Vallés nie utrzymał swojej posady i postanowił powrócić do startów w GP2, tym razem w Asia Series. Wystartował w barwach FMS International – zespołu, którego właścicielem jest były kierowca F1, Giancarlo Fisichella. W tym teamie pojechał również pierwszy wyścig sezonu 2008 głównej serii, ale potem zmienił pracodawcę na BCN Competiton. Jeździł do końca sezonu, nie pojawiając się jedynie w dwóch finałowych wyścigach na torze Monza. Oprócz tego, w 2008 roku Vallés prowadził samochód Liverpool FC w rozgrywkach Superleague Formula, a także rozpoczął karierę w wyścigach typu endurance. Razem z zespołem Epsilon Euskadi pojawił się podczas wyścigu 24 Hours of Le Mans oraz 1000 km of Silverstone.
Na początku 2009 roku, okazyjnie ścigał się również w Bahrajnie, w wyścigu GP2 Asia Series, jeżdżąc dla zespołu Trident Racing w zastępstwie za Chrisa van der Drifta. W sezonie 2009 obaj ci kierowcy tworzą skład wcześniej wspomnianej, hiszpańskiej ekipy Epsilon Euskadi, w serii World Series by Renault.

## Wyniki

### Seria GP2
| Legenda oznaczeń w tabelach wyników Wyświetl szablon na nowej stronie | Legenda oznaczeń w tabelach wyników Wyświetl szablon na nowej stronie                                                                     |
| Oznaczenie                                                            | Wyjaśnienie |
| --------------------------------------------------------------------- | --- |
| Złoty                                                                 | Zwycięzca lub mistrzostwo |
| Srebrny                                                               | 2. miejsce lub wicemistrzostwo |
| Brązowy                                                               | 3. miejsce lub II wicemistrzostwo |
| Zielony                                                               | Ukończył, punktował (w klasyfikacji generalnej, gdy zdobył co najmniej jeden punkt na przestrzeni sezonu, poza trzema powyższymi opcjami) |
| Niebieski                                                             | Ukończył, nie punktował (w klasyfikacji generalnej, gdy nie zdobył co najmniej jednego punktu na przestrzeni sezonu)                      |
| Czerwony                                                              | Nie zakwalifikował się (NZ) |
| Czerwony                                                              | Nie prekwalifikował się (NPK) |
| Różowy                                                                | Nie ukończył (NU) |
| Różowy                                                                | Niesklasyfikowany (NS) (w klasyfikacji generalnej, gdy nie został sklasyfikowany w żadnym wyścigu sezonu)                                 |
| Czarny                                                                | Zdyskwalifikowany (DK) |
| Czarny                                                                | Wykluczony (WYK/EX) |
| Biały                                                                 | Nie wystartował (NW) |
| Biały                                                                 | Kontuzjowany (K/INJ) |
| Biały                                                                 | Wyścig odwołany (OD/C) |
| Bez koloru                                                            | Został wycofany (WYC/WD) |
| Bez koloru                                                            | Nie przybył (NP/DNA) |
| Bez koloru                                                            | Nie brał udziału w treningach (NT/DNP) |
| Bez koloru                                                            | Nie został zgłoszony (–) |
| Pogrubienie                                                           | Start z pole position |
| Kursywa                                                               | Najszybsze okrążenie wyścigu |
| †                                                                     | Nie ukończył, ale jego rezultat został zaliczony ze względu na przejechanie więcej niż 90% dystansu wyścigu.                              |
| *                                                                     | Sezon w trakcie |
| 1/2/3                                                                 | Punktowana pozycja w sprincie kwalifikacyjnym                                                                                             |
| Lista systemów punktacji Formuły 1                                    | |

| Sezon | Zespół            | 1          | 2          | 3          | 4          | 5          | 6          | 7          | 8          | 9          | 10         | 11         | 12         | 13         | 14         | 15         | 16         | 17         | 18         | 19         | 20         | 21         | Poz. | Pkt. |
| ----- | ----------------- | ---------- | ---------- | ---------- | ---------- | ---------- | ---------- | ---------- | ---------- | ---------- | ---------- | ---------- | ---------- | ---------- | ---------- | ---------- | ---------- | ---------- | ---------- | ---------- | ---------- | ---------- | ---- | ---- |
| 2006  | Campos Racing     | VAL FEA 3  | VAL SPR NU | SMR FEA 9  | SMR SPR NU | EUR FEA NU | EUR SPR 14 | ESP FEA 18 | ESP SPR 16 | MON FEA NU | GBR FEA 9  | GBR SPR NU | FRA FEA 15 | FRA SPR 13 | GER FEA 18 | GER SPR NU | HUN FEA NU | HUN SPR 7  | TUR FEA NU | TUR SPR 14 | ITA FEA NU | ITA SPR 11 | 18   | 7    |
| 2008  | FMS International | ESP FEA 18 | ESP SPR 11 |            |            |            |            |            |            |            |            |            |            |            |            |            |            |            |            |            |            |            | 21   | 5    |
| 2008  | BCN Competicion   |            |            | TUR FEA 10 | TUR SPR NU | MON FEA 4  | MON SPR 16 | FRA FEA 15 | FRA SPR 12 | GBR FEA 22 | GBR SPR 14 | GER FEA 15 | GER SPR NU | HUN FEA NU | HUN SPR 19 | EUR FEA 11 | EUR SPR NU | BEL FEA 13 | BEL SPR 13 | ITA FEA WD | ITA SPR WD |            | 21   | 5    |

### GP2 Asia Series
| Legenda oznaczeń w tabelach wyników Wyświetl szablon na nowej stronie | Legenda oznaczeń w tabelach wyników Wyświetl szablon na nowej stronie                                                                     |
| Oznaczenie                                                            | Wyjaśnienie |
| --------------------------------------------------------------------- | --- |
| Złoty                                                                 | Zwycięzca lub mistrzostwo |
| Srebrny                                                               | 2. miejsce lub wicemistrzostwo |
| Brązowy                                                               | 3. miejsce lub II wicemistrzostwo |
| Zielony                                                               | Ukończył, punktował (w klasyfikacji generalnej, gdy zdobył co najmniej jeden punkt na przestrzeni sezonu, poza trzema powyższymi opcjami) |
| Niebieski                                                             | Ukończył, nie punktował (w klasyfikacji generalnej, gdy nie zdobył co najmniej jednego punktu na przestrzeni sezonu)                      |
| Czerwony                                                              | Nie zakwalifikował się (NZ) |
| Czerwony                                                              | Nie prekwalifikował się (NPK) |
| Różowy                                                                | Nie ukończył (NU) |
| Różowy                                                                | Niesklasyfikowany (NS) (w klasyfikacji generalnej, gdy nie został sklasyfikowany w żadnym wyścigu sezonu)                                 |
| Czarny                                                                | Zdyskwalifikowany (DK) |
| Czarny                                                                | Wykluczony (WYK/EX) |
| Biały                                                                 | Nie wystartował (NW) |
| Biały                                                                 | Kontuzjowany (K/INJ) |
| Biały                                                                 | Wyścig odwołany (OD/C) |
| Bez koloru                                                            | Został wycofany (WYC/WD) |
| Bez koloru                                                            | Nie przybył (NP/DNA) |
| Bez koloru                                                            | Nie brał udziału w treningach (NT/DNP) |
| Bez koloru                                                            | Nie został zgłoszony (–) |
| Pogrubienie                                                           | Start z pole position |
| Kursywa                                                               | Najszybsze okrążenie wyścigu |
| †                                                                     | Nie ukończył, ale jego rezultat został zaliczony ze względu na przejechanie więcej niż 90% dystansu wyścigu.                              |
| *                                                                     | Sezon w trakcie |
| 1/2/3                                                                 | Punktowana pozycja w sprincie kwalifikacyjnym                                                                                             |
| Lista systemów punktacji Formuły 1                                    | |

| Sezon     | Zespół            | 1         | 2          | 3         | 4         | 5          | 6          | 7         | 8          | 9          | 10         | 11      | 12      | Poz. | Pkt. |
| --------- | ----------------- | --------- | ---------- | --------- | --------- | ---------- | ---------- | --------- | ---------- | ---------- | ---------- | ------- | ------- | ---- | ---- |
| 2008      | FMS International | UAE FEA 4 | UAE SPR NU | IND FEA 2 | IND SPR 5 | MAL FEA NU | MAL SPR 20 | BHR FEA 5 | BHR SPR NU | UAE FEA NU | UAE SPR 10 |         |         | 7    | 19   |
| 2008/2009 | Trident Racing    | CHN FEA   | CHN SPR    | UAE FEA   | UAE SPR   | BHR FEA NU | BHR SPR 19 | QAT FEA   | QAT SPR    | MAL FEA    | MAL SPR    | BHR FEA | BHR SPR | 40   | 0    |

### Formuła Renault 3.5
| Legenda oznaczeń w tabelach wyników Wyświetl szablon na nowej stronie | Legenda oznaczeń w tabelach wyników Wyświetl szablon na nowej stronie                                                                     |
| Oznaczenie                                                            | Wyjaśnienie |
| --------------------------------------------------------------------- | --- |
| Złoty                                                                 | Zwycięzca lub mistrzostwo |
| Srebrny                                                               | 2. miejsce lub wicemistrzostwo |
| Brązowy                                                               | 3. miejsce lub II wicemistrzostwo |
| Zielony                                                               | Ukończył, punktował (w klasyfikacji generalnej, gdy zdobył co najmniej jeden punkt na przestrzeni sezonu, poza trzema powyższymi opcjami) |
| Niebieski                                                             | Ukończył, nie punktował (w klasyfikacji generalnej, gdy nie zdobył co najmniej jednego punktu na przestrzeni sezonu)                      |
| Czerwony                                                              | Nie zakwalifikował się (NZ) |
| Czerwony                                                              | Nie prekwalifikował się (NPK) |
| Różowy                                                                | Nie ukończył (NU) |
| Różowy                                                                | Niesklasyfikowany (NS) (w klasyfikacji generalnej, gdy nie został sklasyfikowany w żadnym wyścigu sezonu)                                 |
| Czarny                                                                | Zdyskwalifikowany (DK) |
| Czarny                                                                | Wykluczony (WYK/EX) |
| Biały                                                                 | Nie wystartował (NW) |
| Biały                                                                 | Kontuzjowany (K/INJ) |
| Biały                                                                 | Wyścig odwołany (OD/C) |
| Bez koloru                                                            | Został wycofany (WYC/WD) |
| Bez koloru                                                            | Nie przybył (NP/DNA) |
| Bez koloru                                                            | Nie brał udziału w treningach (NT/DNP) |
| Bez koloru                                                            | Nie został zgłoszony (–) |
| Pogrubienie                                                           | Start z pole position |
| Kursywa                                                               | Najszybsze okrążenie wyścigu |
| †                                                                     | Nie ukończył, ale jego rezultat został zaliczony ze względu na przejechanie więcej niż 90% dystansu wyścigu.                              |
| *                                                                     | Sezon w trakcie |
| 1/2/3                                                                 | Punktowana pozycja w sprincie kwalifikacyjnym                                                                                             |
| Lista systemów punktacji Formuły 1                                    | |

| Rok  | Zespół          | Wyniki w poszczególnych eliminacjach | Wyniki w poszczególnych eliminacjach | Wyniki w poszczególnych eliminacjach | Wyniki w poszczególnych eliminacjach | Wyniki w poszczególnych eliminacjach | Wyniki w poszczególnych eliminacjach | Wyniki w poszczególnych eliminacjach | Wyniki w poszczególnych eliminacjach | Wyniki w poszczególnych eliminacjach | Wyniki w poszczególnych eliminacjach | Wyniki w poszczególnych eliminacjach | Wyniki w poszczególnych eliminacjach | Wyniki w poszczególnych eliminacjach | Wyniki w poszczególnych eliminacjach | Wyniki w poszczególnych eliminacjach | Wyniki w poszczególnych eliminacjach | Wyniki w poszczególnych eliminacjach | Punkty | Pozycja |
| ---- | --------------- | ------------------------------------ | ------------------------------------ | ------------------------------------ | ------------------------------------ | ------------------------------------ | ------------------------------------ | ------------------------------------ | ------------------------------------ | ------------------------------------ | ------------------------------------ | ------------------------------------ | ------------------------------------ | ------------------------------------ | ------------------------------------ | ------------------------------------ | ------------------------------------ | ------------------------------------ | ------ | ------- |
| 2005 | Pons Racing     | BEL                                  | BEL                                  | MON                                  | VAL                                  | VAL                                  | FRA                                  | FRA                                  | BIL                                  | BIL                                  | DEU                                  | DEU                                  | GBR                                  | GBR                                  | PRT                                  | PRT                                  | ITA                                  | ITA                                  | 116    | 2       |
| 2005 | Pons Racing     | 6                                    | 6                                    | 3                                    | 4                                    | 2                                    | 13                                   | 7                                    | 10                                   | 6                                    | 5                                    | 7                                    | 1                                    | 2                                    | NU                                   | NU                                   | 1                                    | 2                                    | 116    | 2       |
| 2009 | Epsilon Euskadi | CAT                                  | CAT                                  | BEL                                  | BEL                                  | MON                                  | HUN                                  | HUN                                  | GBR                                  | GBR                                  | FRA                                  | FRA                                  | PRT                                  | PRT                                  | DEU                                  | DEU                                  | ARA                                  | ARA                                  | 19     | 17      |
| 2009 | Epsilon Euskadi | 3                                    | 4                                    | NW                                   | NU                                   | 8                                    | 16                                   | NU                                   | 12                                   | 14                                   | –                                    | –                                    | –                                    | –                                    | –                                    | –                                    | –                                    | –                                    | 19     | 17      |

### Podsumowanie
| Sezon     | Seria                  | Zespół            | Numer | Starty           | PP               | P1               | Pkt.             | Poz.             |
| --------- | ---------------------- | ----------------- | ----- | ---------------- | ---------------- | ---------------- | ---------------- | ---------------- |
| 2004      | World Series by Nissan | Pons Racing       |       | 18               | 0                | 0                | 56               | 10               |
| 2005      | Formuła Renault 3.5    | Pons Racing       | 5     | 17               | 1                | 2                | 116              | 2                |
| 2006      | Seria GP2              | Campos Racing     | 24    | 21               | 0                | 0                | 7                | 18               |
| 2007      | Formuła 1              | Spyker F1         | 40    | Kierowca testowy | Kierowca testowy | Kierowca testowy | Kierowca testowy | Kierowca testowy |
| 2008      | azjatycka Seria GP2    | FMS International | 16    | 10               | 0                | 0                | 19               | 7                |
| 2008      | Seria GP2              | FMS International | 19    | 2                | 0                | 0                | 0                | 21               |
| 2008      | Seria GP2              | BCN Competicion   | 26    | 16               | 0                | 0                | 5                | 21               |
| 2008/2009 | azjatycka Seria GP2    | Trident Racing    | 27    | 2                | 0                | 0                | 0                | 40               |
| 2009      | Formuła Renault 3.5    | Epsilon Euskadi   | 21    | 6                | 0                | 0                | 19               | 13               |